# Mike Lafferty
Michael McCormack Lafferty detto Mike (Eugene, 20 maggio 1948) è un ex sciatore alpino statunitense.

## Biografia
Lafferty debuttò in campo internazionale l'11 marzo 1967 a Stowe in slalom gigante (20º); specializzatosi nella discesa libera, in Coppa del Mondo esordì il 15 marzo 1968 ad Aspen (45º) e ottenne il primo piazzamento a punti il 14 dicembre 1969 sulle nevi di Val-d'Isère (5º). Sempre nel 1969 vinse il titolo universitario nordamericano (NCAA) e l'anno dopo ai Mondiali di Val Gardena 1970, sua prima presenza iridata, si classificò 31º.
Nel 1971-1972, la sua migliore stagione, conquistò i suoi due podi di carriera in Coppa del Mondo (2º a Crystal Mountain il 25 febbraio, dietro allo svizzero Bernhard Russi, e 3º sulla Saslong della Val Gardena il 15 marzo, alle spalle di Russi e dell'altro elvetico René Berthod) e chiuse al 3º posto nella Coppa del Mondo di discesa libera; agli XI Giochi olimpici invernali di Sapporo 1972, sua unica presenza olimpica, si classificò al 14º posto. In Coppa del Mondo conquistò gli ultimi punti il 27 gennaio 1973 sulla Streif di Kitzbühel (8º), l'ultimo piazzamento il 19 gennaio 1974 a Wengen (28º) e prese per l'ultima volta il via il 26 gennaio seguente a Kitzbühel, senza completare la gara; dopo il ritiro partecipò al circuito professionistico nordamericano (Pro Tour).

## Palmarès

### Coppa del Mondo
- Miglior piazzamento in classifica generale: 9º nel 1972
- 2 podi (entrambi in discesa libera):
  - 1 secondo posto
  - 1 terzo posto